# Richard Winter
Richard Winter (n. 15 mai 1934, Sighișoara, Mureș, România – d. 1994, București, România) a fost un politician comunist român, membru de partid din 1955. A fost membru al Comitetului Politic Executiv al PCR (din februarie 1971), șef de cadre al PCR și ministru.
Richard Winter a fost deputat în Marea Adunare Națională în sesiunile din perioada 1965 - 1989. 
A fost coleg de clasă cu scriitorul Dieter Schlesak.
A fost membru al Biroului CC al UTM (1956-1966); la 24 iulie 1965 a devenit membru supleant al CC al PCR. Ulterior, a devenit prim-secretar al județului Sibiu (1968-1975), ministru al Aprovizionării Tehnico-Materiale (1984-1985) și ministru al Industriei Lemnului și Materialelor de Construcție (1985-1987).
Prin Hotărârea 2833 din 24 decembrie 1968 Richard Winter a fost numit membru al Comitetului executiv al Consiliului popular județean provizoriu Sibiu.
A inițiat reabilitarea stațiunii Bâlea Lac.
Prin decretul nr. 95 din 7 mai 1981, lui Richard Winter, membru supleant al Comitetului Politic Executiv al C.C. al P.C.R., ministru secretar de stat la Ministerul Aprovizionării Tehnico-Materiale și Controlului Gospodăririi Fondurilor Fixe, i s-a conferit Ordinul 23 August clasa a II-a, pentru "rezultatele obținute în îndeplinirea cincinalului 1976-1980, pentru contribuția deosebită adusă la înfăptuirea politicii Partidului Comunist Român de făurire a societății socialiste multilateral dezvoltate în patria noastră, cu prilejul aniversării a 60 de ani de la făurirea Partidului Comunist Român".

## Distincții
- Ordinul „Steaua Republicii Populare Romîne” clasa a IV-a (30 aprilie 1962) „pentru merite în munca de educare și mobilizare a tineretului la construcția socialismului”[11]
- Ordinul Muncii clasa a II-a (10 august 1964) „pentru merite deosebite în opera de construire a socialismului, cu prilejul celei de a XX-a aniversări a eliberării patriei”[12]
- Ordinul „Tudor Vladimirescu” clasa a V-a (30 aprilie 1966) „cu prilejul celei de-a 45-a aniversări de la înființarea Partidului Partidului Comunist din România, pentru merite deosebite în opera de construire a socialismului”[13]
- Ordinul „Steaua Republicii Socialiste România” clasa a II-a (4 mai 1971) „cu prilejul aniversării a 50 de ani de la constituirea Partidului Comunist Român, [...] pentru merite deosebite în opera de construire a socialismului”[14]
- Medalia „25 de ani de la proclamarea Republicii” (26 decembrie 1972) „pentru merite deosebite în opera de construire a socialismului, cu prilejul aniversării a 25 de ani de la proclamarea Republicii”[15]
- Ordinul „23 August” clasa a II-a (7 mai 1981) „pentru rezultatele obținute în îndeplinirea cincinalului 1976–1980, pentru contribuția deosebită adusă la înfăptuirea politicii Partidului Comunist Român de făurire a societății socialiste multilateral dezvoltate în patria noastră, cu prilejul aniversării a 60 de ani de la făurirea Partidului Comunist Român”[16]
- Ordinul Muncii clasa I (20 august 1984) „pentru contribuția deosebită adusă la înfăptuirea politicii Partidului Comunist Român de făurire a societății socialiste multilateral dezvoltate în patria noastră, cu prilejul celei de-a 40-a aniversări a revoluției de eliberare socială și națională, antifascistă și antiimperialistă”[17]
- Medalia comemorativă „A 40-a aniversare a revoluției de eliberare socială și națională, antifascistă și antiimperialistă” (20 august 1984) „pentru contribuția deosebită adusă la înfăptuirea politicii Partidului Comunist Român de făurire a societății socialiste multilateral dezvoltate în patria noastră, cu prilejul celei de-a 40-a aniversări a revoluției de eliberare socială și națională, antifascistă și antiimperialistă”[18]